# Römerberg
Pour la place à Francfort-sur-le-Main, voir Römerberg (Francfort).
Römerberg est une municipalité de l'arrondissement de Rhin-Palatinat, dans le land de Rhénanie-Palatinat (Allemagne). Elle compte 9 234 habitants (2008).

## Localisation
Römerberg est située sur la rive droite du Rhin, à quelque 2 km au sud de Spire et à 115 m d'altitude.

## Histoire
Römerberg est née de la fusion de trois villages, Berghausen, Heiligenstein et Mechtersheim, le 7 juin 1969. Ces trois villages ont été fondés respectivement en 1192, 1190 et 1035.

## Jumelages
Au 20 décembre 2014, Römerberg est jumelée avec :
- Mainvilliers (France) depuis 1974

## Économie
L'économie locale est basée sur l'agriculture et la viticulture.